# Sebastian Valentin Bodu

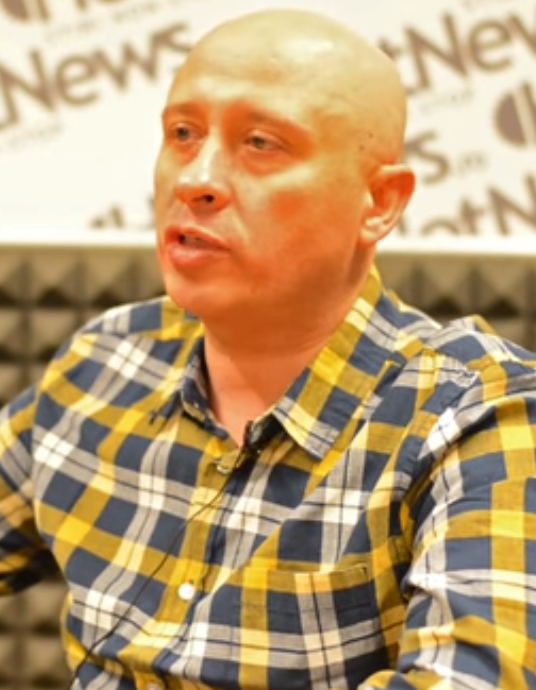
Sebastian Valentin Bodu, 2016

Sebastian Valentin Bodu (* 7. Dezember 1970 in Constanța) ist ein rumänischer Politiker der Demokratisch-Liberalen Partei.

## Leben
Sebastian Bodu wurde 1970 in Constanța geboren. Er studierte an der Fakultät für Rechtswissenschaften der Universität von Sibiu (1992–1996) und schloss 1996 mit einem Abschluss in Rechtswissenschaften ab. 1996 wurde er als Rechtsanwalt in Bukarest zugelassen.
Seit 1996 ist er Universitätslehrer und Dozent an der Fakultät für Marketing der Wirtschaftsakademie Bukarest (ASE), wo er Wirtschaftsrecht lehrt.
Bei den Parlamentswahlen am 25. November 2007 wurde er als rumänisches Mitglied des Europäischen Parlaments auf die Liste der Demokratischen Parteien gewählt, ein Mandat, das bei der Europawahl 2009 erneuert wurde. 2014 verließ er die politische Szene. 2015 kehrte er als Mitglied der Bukarester Rechtsanwaltskammer zum Recht zurück. Er ist nach wie vor Universitätslehrer.
Sebastian Bodu ist unverheiratet. Er spricht fließend Englisch.